# Riserva naturale Tomboli di Follonica
La riserva naturale Tomboli di Follonica è un'area naturale protetta della regione Toscana istituita nel 1977.
Occupa una superficie di 94 ha nella provincia di Grosseto.